# DS 5
DS 5 – samochód osobowy klasy średniej produkowany pod francuską marką DS w latach 2015–2018. 

## Historia modelu

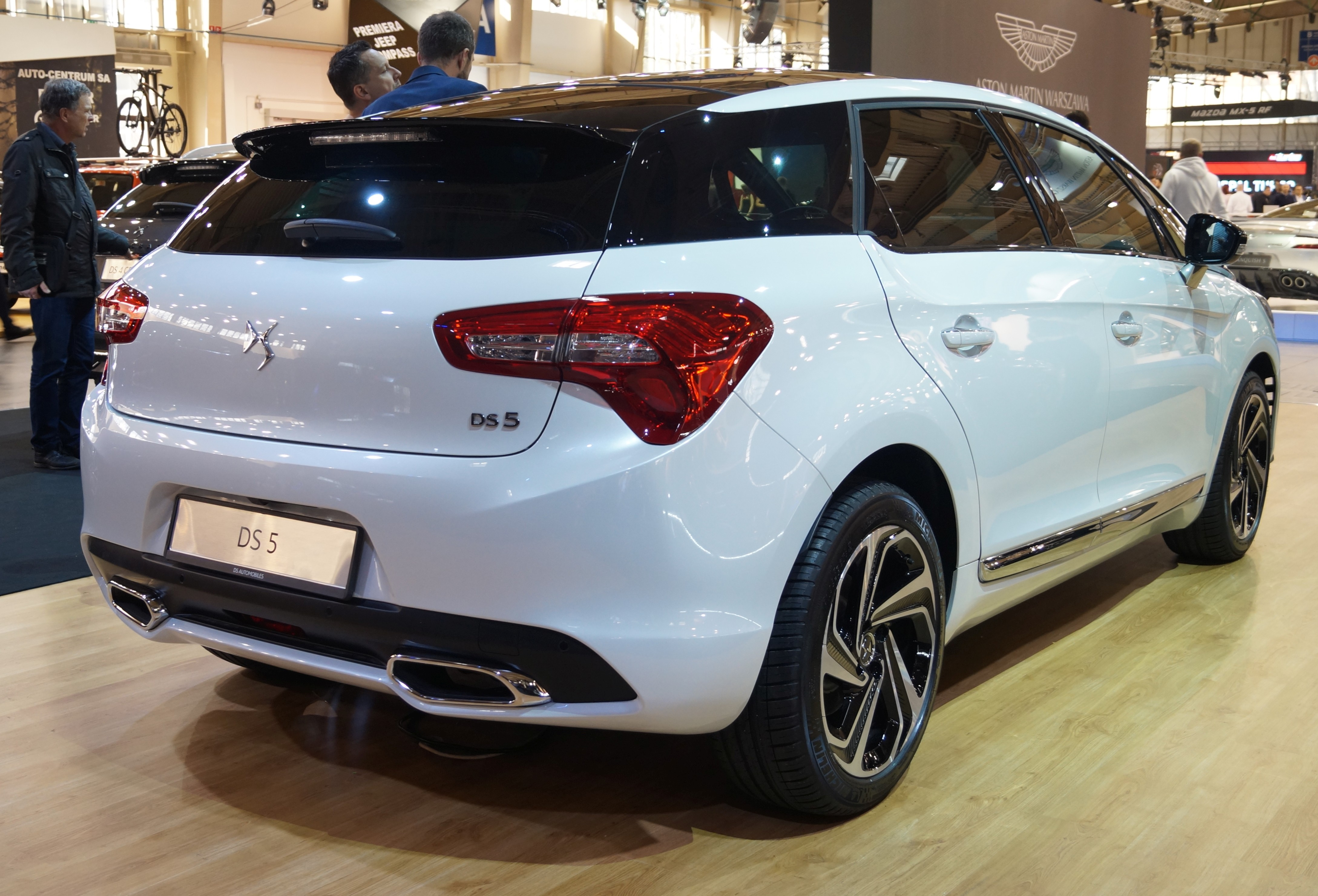
DS 5 - tył

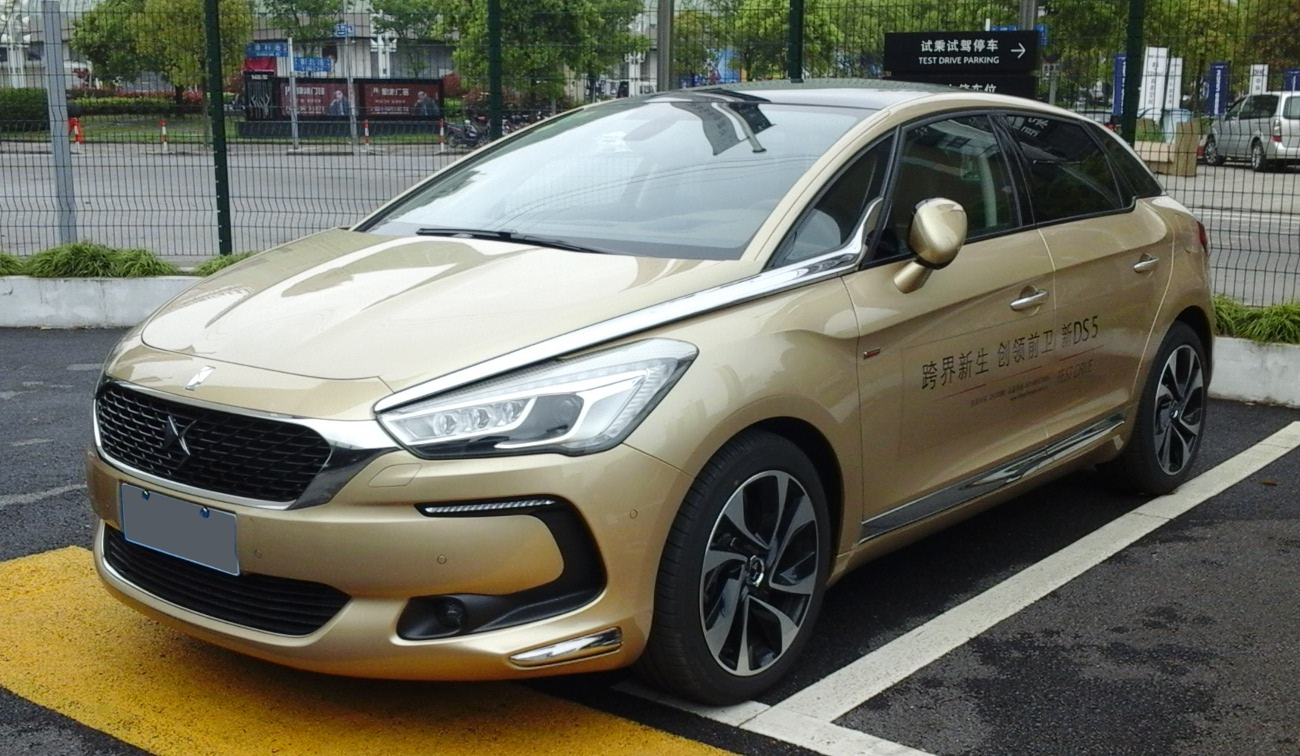
chiński DS 5

Podobnie, jak DS 3 i DS 4, także przedstawiciel klasy średniej francuskiej marki nie jest nową konstrukcją - wcześniej w latach 2011–2015 był oferowany jako element prestiżowej linii DS w gamie Citroëna. Samochód jako jedyny z ówczesnej trzymodelowej został opracowany od podstaw, a nie pochodna innego modelu Citroëna.
DS 5 jest samochodem klasy średniej, jednak przyjmuje oryginalną i rzadko spotykaną w tym segmencie formę hatchbacka, którą wcześniej stosował m.in. Opel przy okazji mało popularnego modelu Signum. Awangardowa forma pojazdu odznacza się m.in. krągłą bryłą nadwozia z małą powierzchnią szyb, chromowaną listwą poprowadzoną od reflektorów aż do końca słupków A, a także futurystyczną aranżacją wnętrza.
W drugiej połowie 2015 roku samochód przeszedł modernizację w ramach wyodrębnienia pojazdu z gamy linii DS jako model samodzielnej prestiżowej marki DS Automobiles. Modernizacja objęła przód pojazdu, gdzie pojawił się duży wlot powietrza zdobiony emblematem francuskiej marki, a także nowe reflektory wykonane w technologii LED. Awangardowa deska rozdzielcza pojazdu zyskała dotykowy ekran. DS 5 trafiło do sprzedaży pod koniec 2015 roku.